# Refuge des Oulettes de Gaube
Le refuge des Oulettes de Gaube est un refuge gardé du massif du Vignemale situé dans les Pyrénées françaises, à 2 151 m d'altitude.

## Localisation
Il est situé au sud du territoire de la commune de Cauterets, en vallée de Gaube, dans le département des Hautes-Pyrénées et le périmètre du parc national des Pyrénées, à l'est des aiguilles de Chabarrou et au nord du glacier des Oulettes de Gaube. Près de la frontière avec l'Espagne, le refuge permet de rejoindre la vallée de l'Ara dans la province de Huesca (Aragon) par le col des Mulets (2 591 mètres).

## Histoire
Commencé à l'initiative du Club alpin français en 1962 et achevé en 1964, le refuge a été rénové en 2007.

## Caractéristiques
C'est un refuge gardé une grande partie de l'année et géré par le Club alpin de Lourdes-Cauterets, membre de la Fédération française des clubs alpins et de montagne. Il offre 95 places en été (période de gardiennage) et 30 en hiver (non gardé). Il peut être gardé certains week-ends en février et octobre sur réservation,.

## Accès
Le refuge constitue une étape sur le GR 10 en passant par l'hôtellerie du lac de Gaube.

## Ascensions
Proche de la crête frontalière, le refuge est une base d'excursions, en randonnée de haute montagne et alpinisme dans le massif du Vignemale.

## Particularités
Des animations estivales sont proposées,.

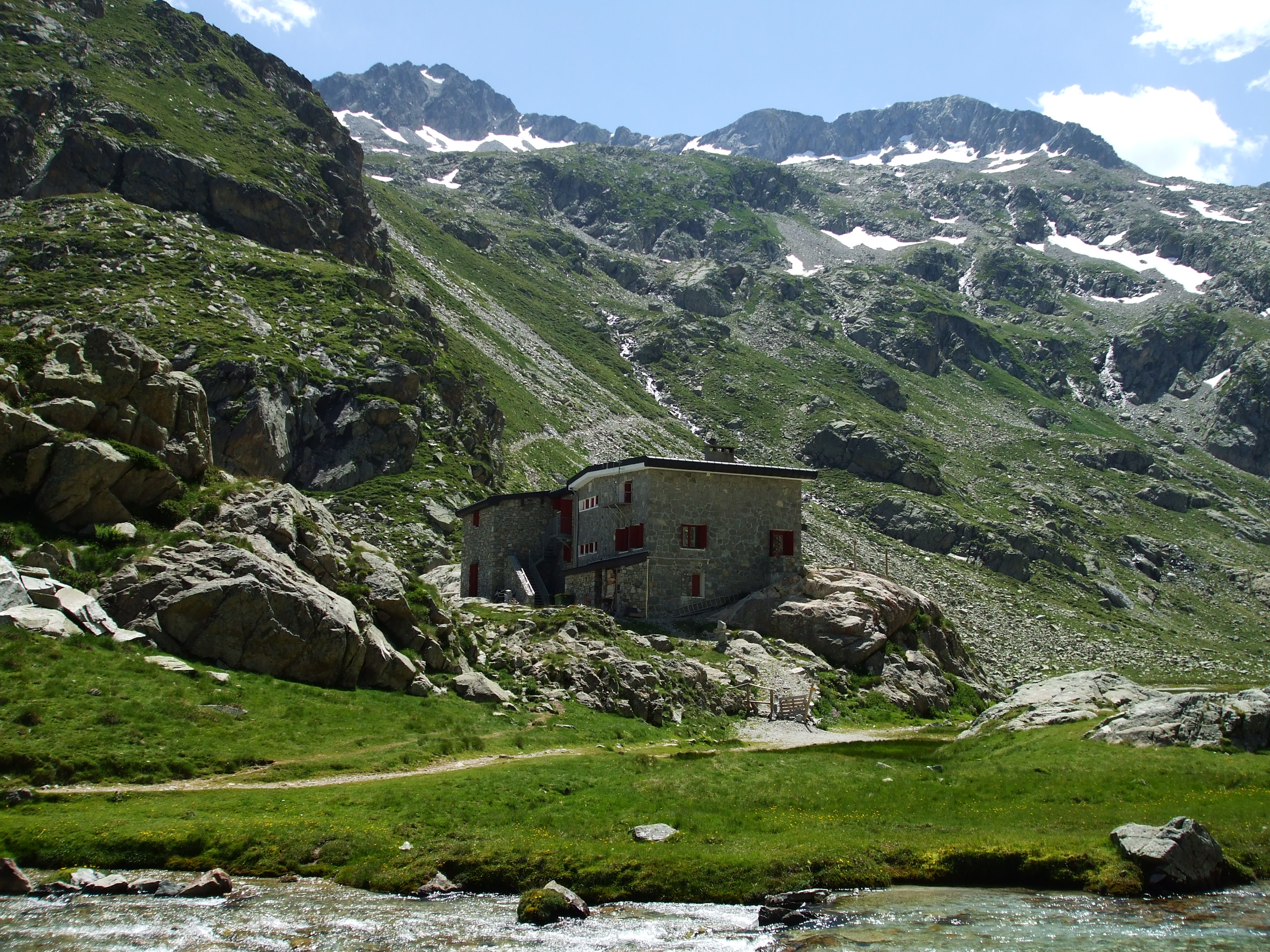
Le refuge en juillet 2008.
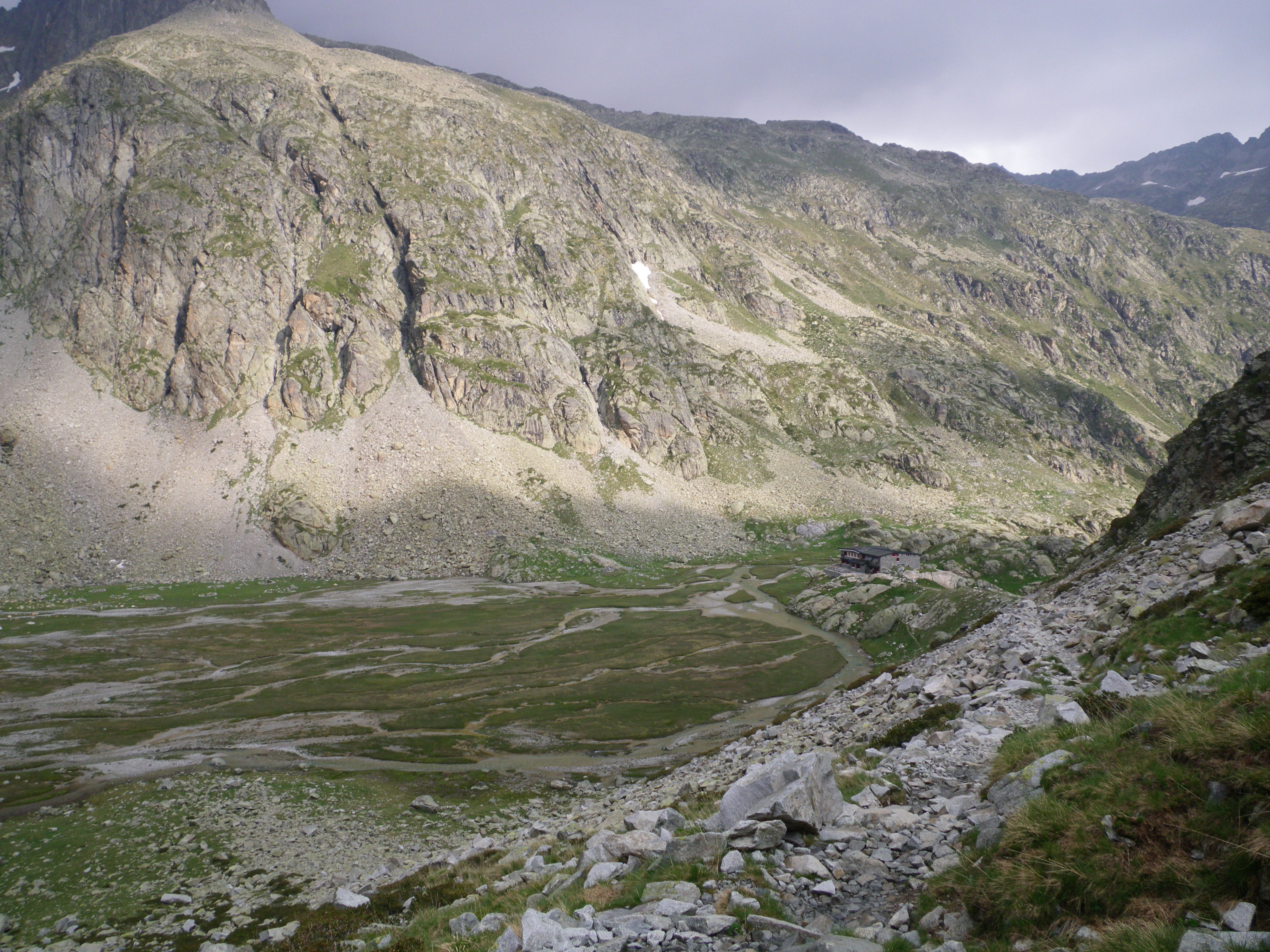
Le refuge en juin 2011.